# هیس (ترانه)
«هیس» (انگلیسی: Shh) ترانه‌ای از تئو اِوان، خواننده و ترانه‌پرداز اهل قبرس است. این قطعه توسط دیمیتریس کونتوپولوس، الکه تی‌یل، السی بی، لاسه نیمان و لیندا دیل نوشته شده است. «هیس» در ۱۱ مارس ۲۰۲۵ منتشر شد و نمایندهٔ قبرس در مسابقه آواز یوروویژن ۲۰۲۵ بود.

## پیش‌زمینه و آهنگسازی
«هیس» توسط دیمیتریس کونتوپولوس، الکه تی‌یل، السی بی، لاسه نیمان و لیندا دیل نوشته شده است. این قطعه و اجرای صحنه‌ای آن از اثر مشهور مرد ویترویوسی الهام گرفته‌اند.

## مسابقهٔ آواز یوروویژن

### انتخاب داخلی
در ژوئیهٔ ۲۰۲۴ گزارش شد که روند جست‌وجوی نمایندهٔ قبرس برای مسابقهٔ یوروویژن ۲۰۲۵ آغاز شده است. این بار، برخلاف نمایندگان سال‌های ۲۰۲۳ (اندرو لامبرو) و ۲۰۲۴ (سیلیا کاپسیس)، هدف شبکهٔ سی‌وای‌بی‌سی انتخاب هنرمندی ساکن قبرس بود. فرایند انتخاب توسط گروهی متمرکز شامل کارشناسان موسیقی و متخصصان یوروویژن انجام شد. تا اواخر اوت ۲۰۲۴، گزارش‌هایی منتشر شد مبنی بر اینکه هنرمند و ترانه انتخاب شده‌اند. در ۲ سپتامبر، نام تئو اِوان به عنوان نمایندهٔ رسمی اعلام شد. ترانهٔ «هیس» نیز در ۱۱ مارس منتشر گردید.

### در یوروویژن
مسابقهٔ آواز یوروویژن ۲۰۲۵ در بازل، سوئیس برگزار شد. این دوره شامل دو نیمه‌نهایی در تاریخ‌های ۱۳ و ۱۵ مه و یک فینال در ۱۷ مه ۲۰۲۵ بود. طبق قرعه‌کشی اختصاصی که در ۲۸ ژانویه برگزار شد، قبرس به نیمه‌نهایی اول و اجرای در نیمهٔ دوم این برنامه اختصاص یافت. با این حال، این کشور موفق به راه‌یابی به مرحلهٔ فینال نشد.